# Міхал Томич
Міхал Томич (словац. Michal Tomič, нар. 30 березня 1999, Скалиця) — словацький футболіст, півзахисник чеської «Славії» і національної збірної Словаччини. На умовах оренди грає за клуб «Карвіна».

## Клубна кар'єра
Народився 30 березня 1999 року в Скалиці. Вихованець юнацьких команд футбольних клубів «Спартак» (Миява), «Сениця» та «Сампдорія».
У дорослому футболі дебютував 2018 року виступами на батьківщині за команду «Жиліна», в якій провів два сезони, взявши участь у 34 матчах чемпіонату. 
2020 року перебрався до Чехії, уклавши контракт із клубом «Словацко». Відіграв за команду з Угерське-Градіште наступні три сезони своєї ігрової кар'єри.
3 лютого 2023 року уклав перейшов до празької «Славії», а вже наступного дня був відданий в оренду до команди «Млада Болеслав».
Влітку того ж 2023 року повернувся з оренди до «Славії».

## Виступи за збірні
2015 року дебютував у складі юнацької збірної Словаччини (U-17), загалом на юнацькому рівні взяв участь у 9 іграх.
2019 року залучався до складу молодіжної збірної Словаччини. На молодіжному рівні зіграв у п'яти офіційних матчах.
Навесні 2023 року дебютував в офіційних матчах у складі національної збірної Словаччини.
| Дата       | Місто      | Господарі   | Результат | Гості       | Турнір                               | Голи | Примітки  |
| ---------- | ---------- | ----------- | --------- | ----------- | ------------------------------------ | ---- | --------- |
| 23-3-2023  | Трнава     | Словаччина  | 0 – 0     | Люксембург  | Відбір до ЧЄ 2024                    | -    | 82'       |
| 11-9-2023  | Братислава | Словаччина  | 3 – 0     | Ліхтенштейн | Відбір до ЧЄ 2024                    | -    | 45+2' 69' |
| 13-10-2023 | Порту      | Португалія  | 3 – 2     | Словаччина  | Відбір до ЧЄ 2024                    | -    | 76'       |
| 23-3-2024  | Братислава | Словаччина  | 0 – 2     | Австрія     | товариський матч                     | -    | 63'       |
| 26-3-2024  | Осло       | Норвегія    | 1 – 1     | Словаччина  | товариський матч                     | -    |           |
| 14-10-2024 | Баку       | Азербайджан | 1 – 3     | Словаччина  | Ліга націй УЄФА 2024-2025 - 1-й етап | -    | 90'       |
| Усього     |            | Матчів      | 6         |             | Голів                                | 0    |           |